# Pau Misser
Pour les articles homonymes, voir Vilaseca.
Pau Misser Vilaseca (né le 7 août 1976 à Llinars del Vallès) est un coureur cycliste espagnol, spécialiste du VTT de descente.

## Biographie
Son frère Tomás (né en 1974) est également un cycliste spécialisé en descente VTT.

## Palmarès en VTT

### Championnats du monde
- Vail 1994
  -  Médaillé d'argent de la descente juniors

### Coupe du monde
- Coupe du monde de descente
  - 1997 : 12e du classement général
  - 1998 : 11e du classement général, un podium sur la manche de la Sierra Nevada

### Championnats d'Europe
- 1993
  -  Médaillé de bronze de la descente juniors
- 1994
  -  Médaillé de bronze de la descente juniors
- 2000
  - 6e de la descente
- 2001
  - 9e de la descente

### Championnats d'Espagne
- 1994
  -  Champion d'Espagne de descente juniors
- 1995
  -  Champion d'Espagne de descente
- 1999
  -  Champion d'Espagne de descente